# ديف واتسون (لاعب كرة قدم أمريكية)
ديف واتسون (بالإنجليزية: Dave Watson)‏ هو لاعب كرة قدم أمريكية أمريكي، ولد في 8 سبتمبر 1941 في يوفولا في الولايات المتحدة.